# 龙骨甸站
龙骨甸站是一个成昆铁路上的铁路车站，位于云南省楚雄州禄丰县黑井镇大田村。车站建于1970年，邮政编码为651221。车站原为四等站，2020年初改建为乘降所并在原到发线上铺设混凝土平台，隶属昆明铁路局管辖，北上距攀枝花站163公里，成都站912公里，南下距广通站35公里，昆明站188公里。该站目前客运每日有一对慢车办理乘降业务，不办理货运业务。

## 概要
龙骨甸站原设有2条股道，站舍总面积1200平方米。车站上行方向为法拉展线，下行方向则设有大田箐大桥：大桥长1165.94米，共有37孔:394,398。

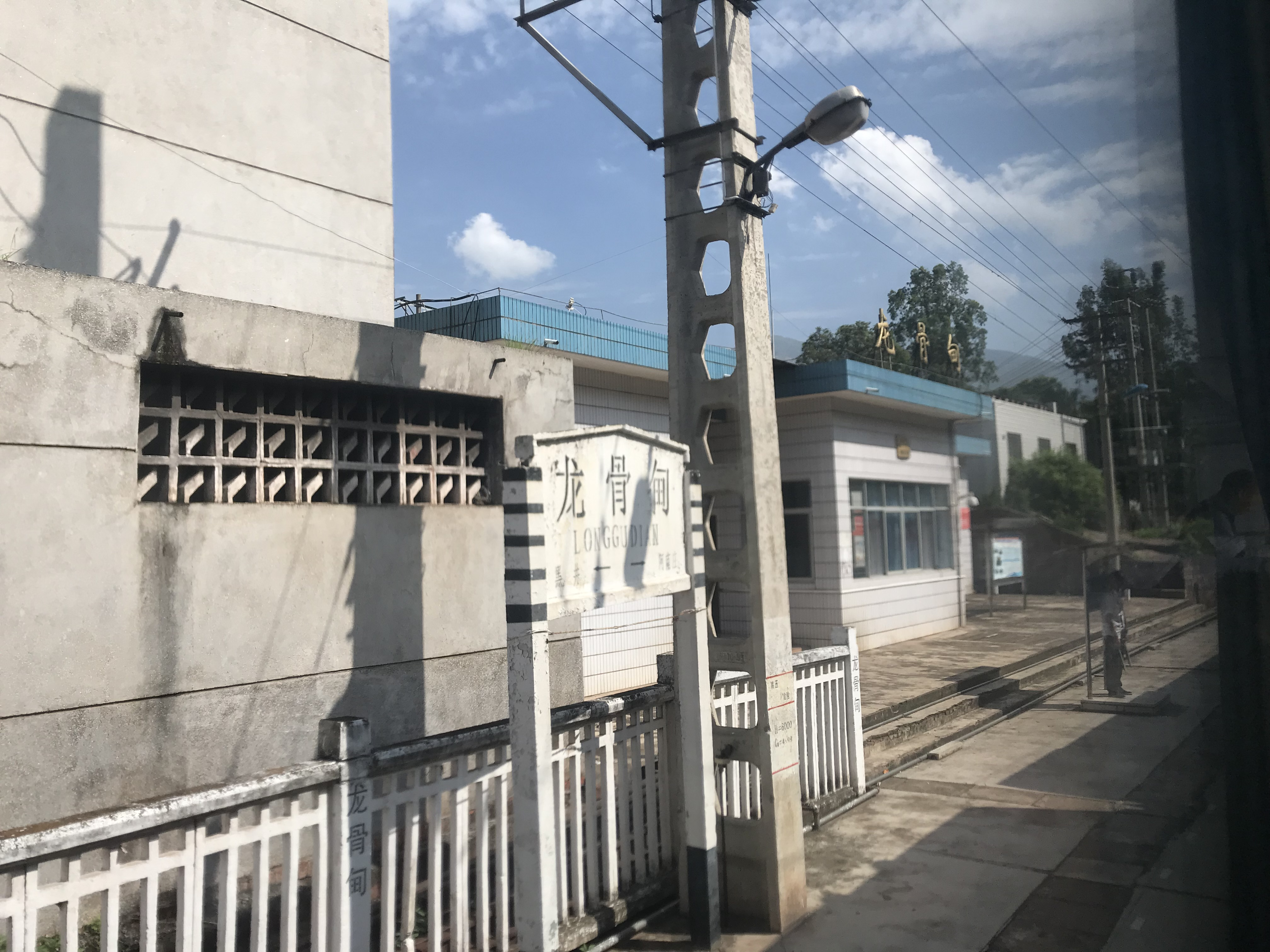
站牌
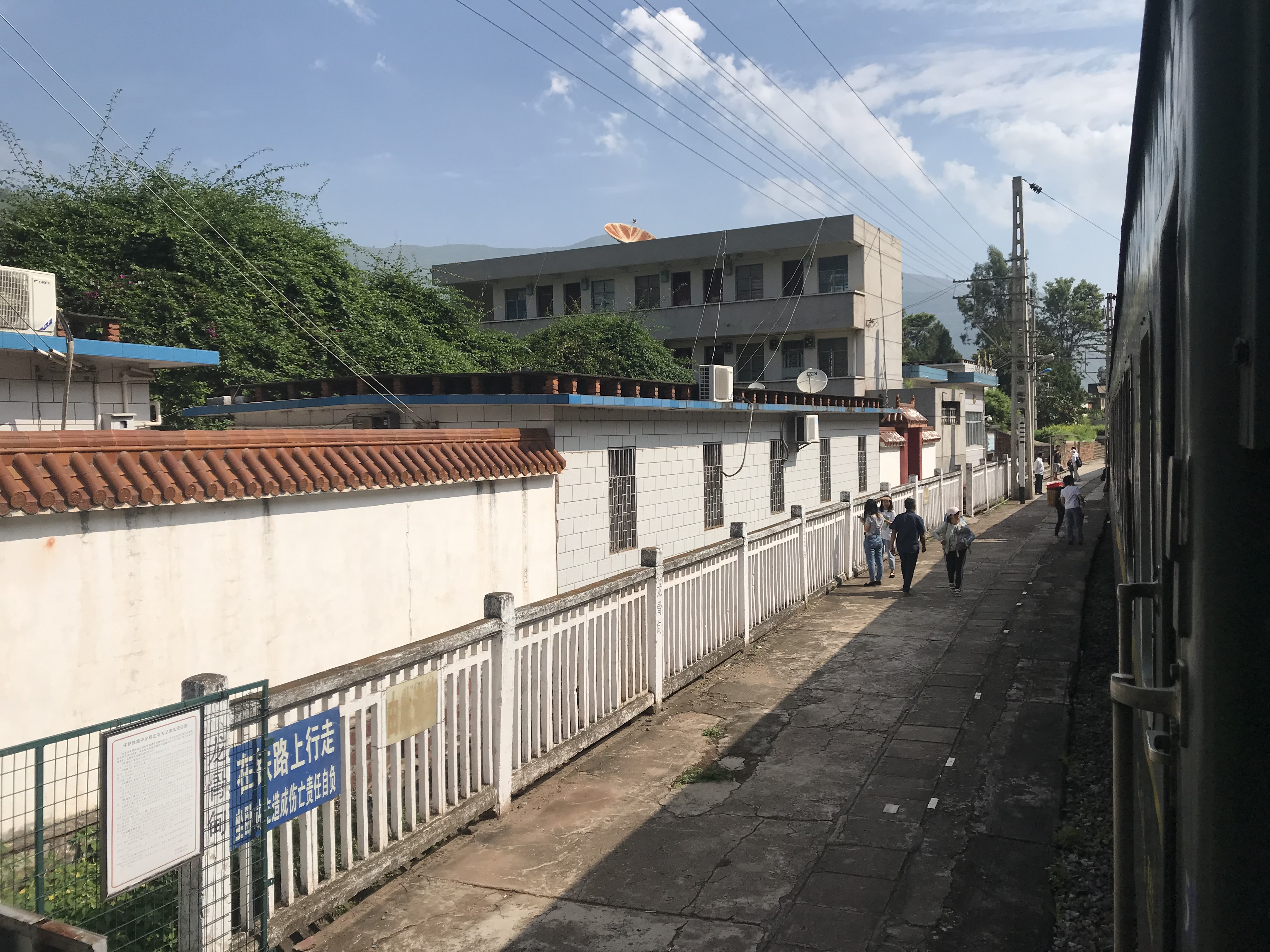
站台
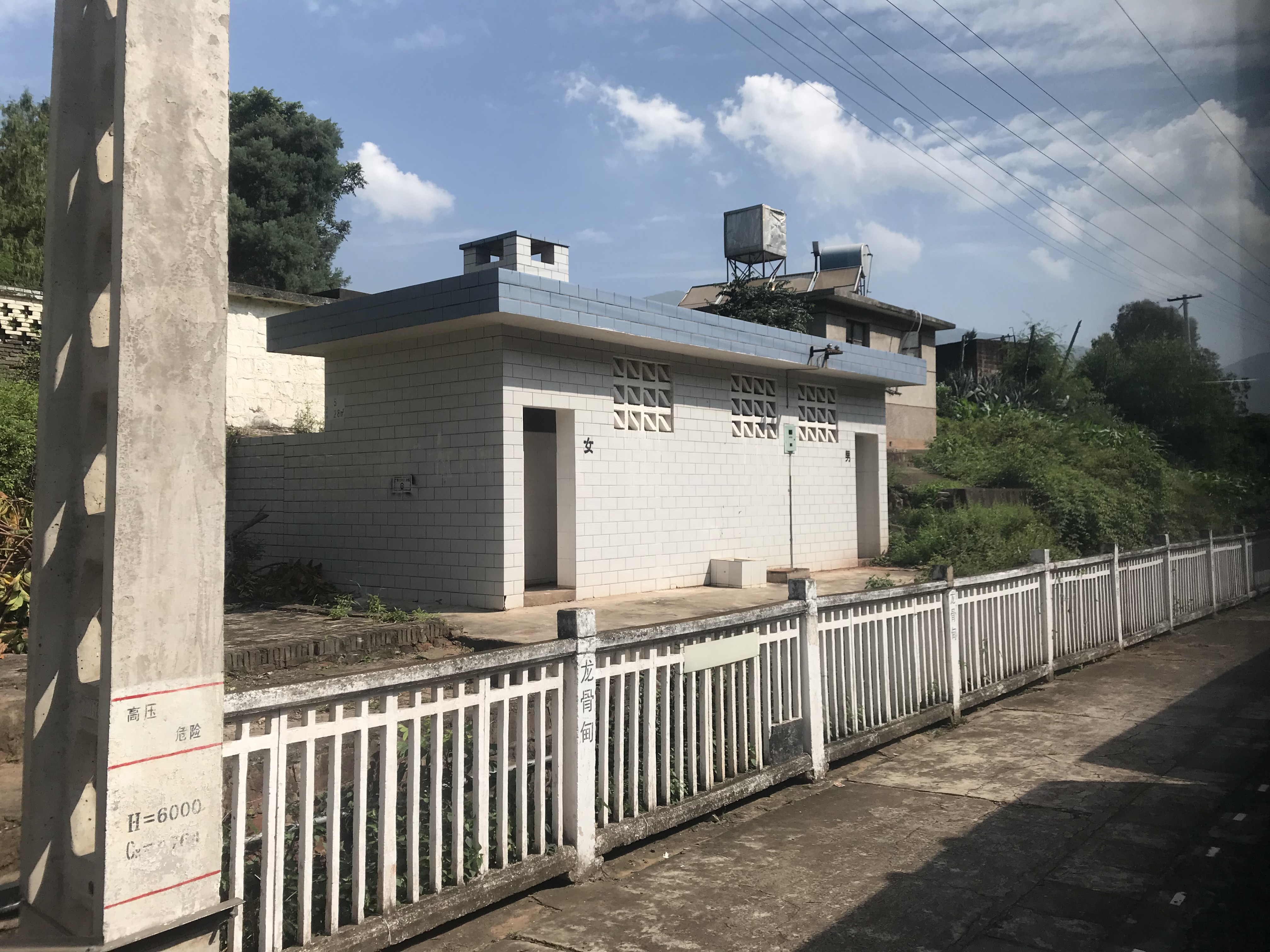
站台上的公共卫生间
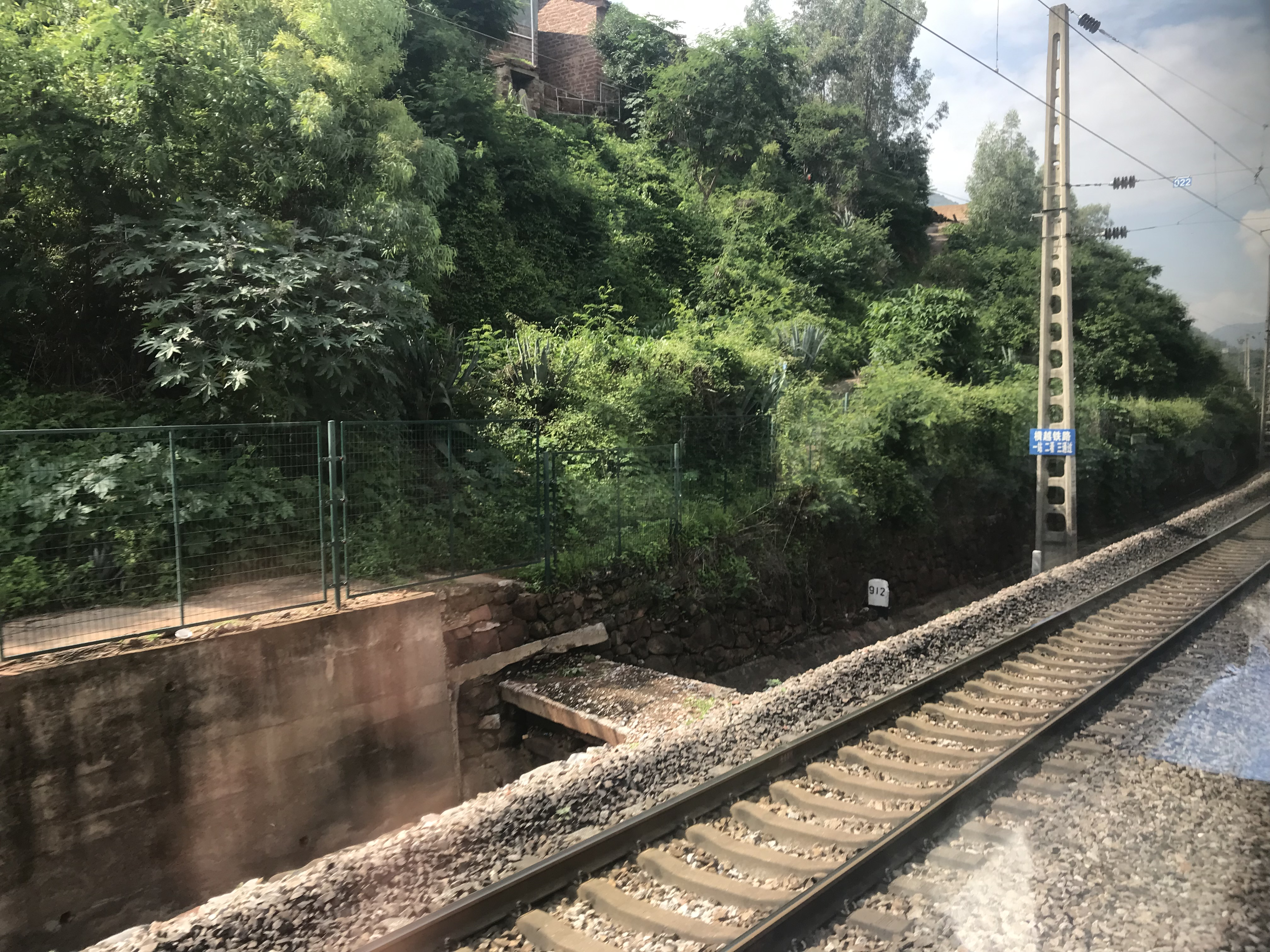
站内侧线